# Slavizace
Slavizace, slovanizace či slavicizace, poslovanštění je termín označující přechod na slovanskou kulturu nebo jazyk, zpravidla současně. Zpravidla spočívá v převzetí jazyka a kultury některého slovanského národa neslovanským národem resp. obyvatelstvem.

## Středověk

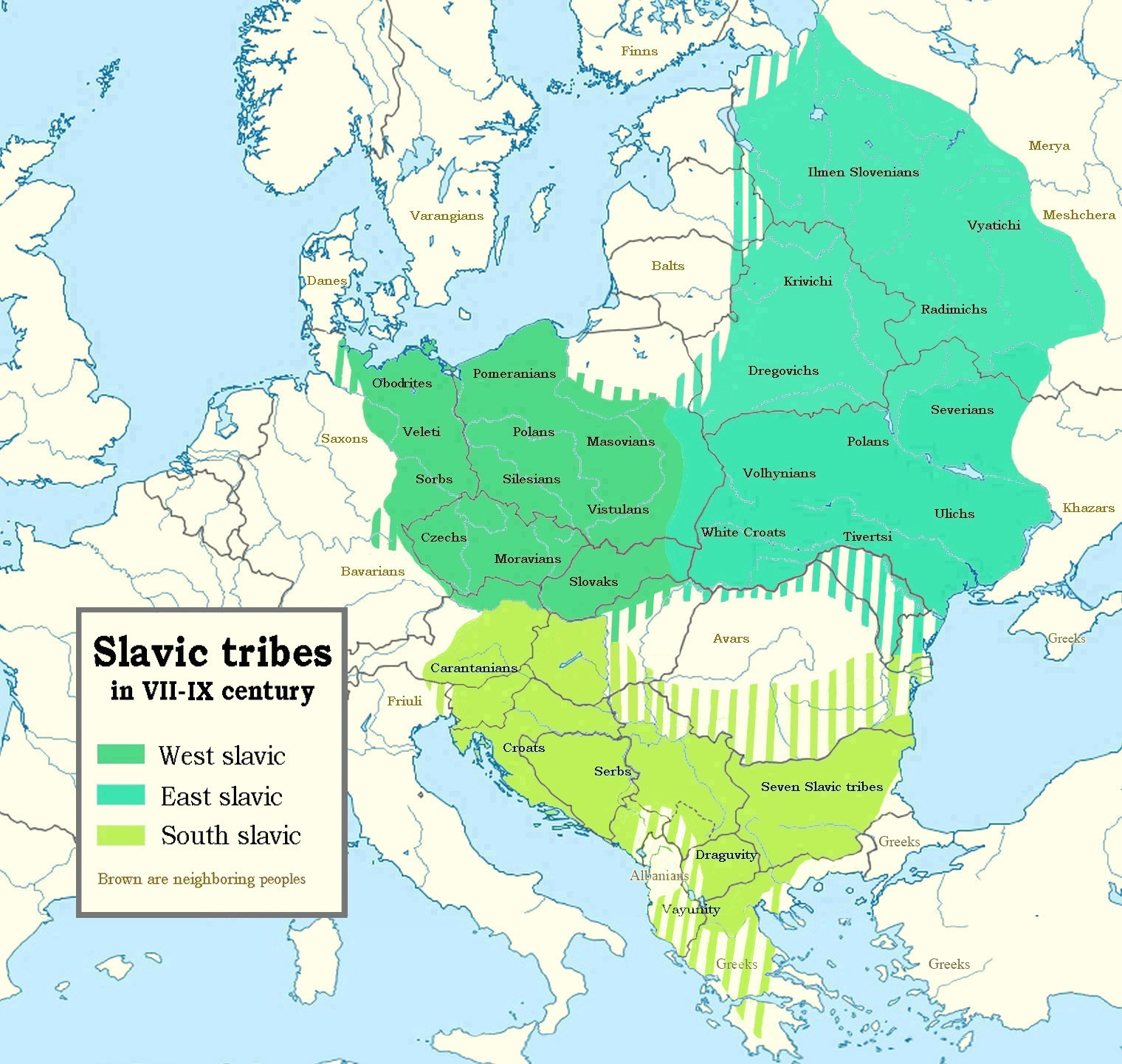
Slované v 7. až 9. století

V 6. století byli poslovanštěni Thrákové (žijící jižně od řeky Dunaj) a Ilyrové nově příchozími Slovany. Na Balkáně k ní docházelo i v 7. a 8. století, např. výrazně v První bulharské říši, kdy byli původní turkičtí Bulhaři asimilováni slovanskou populací. Slavizaci obyvatel následně doprovází christianizace.
Obydlení území střední Evropy Slovany napomohlo stěhování národů, kdy germánské kmeny migrovaly směrem na západ. Polabští Slované obydleli i severní části dnešního Německa, ti však byli během desátého až třináctého století germanizováni.

## Moderní dějiny
Pod souhrnný pojem slavizace patří i rusifikace oblastí pod ruským a sovětským vlivem například zemí severní Asie, na Krymu (Tataři) a Kaliningradská oblast (Němci). V těchto oblastech většinou původní obyvatelstvo zcela nevymizelo, spíše se zde snížil jeho počet a přestěhovalo se blíže k příbuzným národům.
Obdobně proběhlo popolštění východních oblastí Německa po 2. světové válce i počeštění Sudet po vyhnání Němců ve stejné době. Adolf Hitler označil slavizaci pohraničí Rakouska a Německa za příliv ze zahraničí vlivem sezonních prací, vinil z toho například Habsburky. Vyřešit to měl Generalplan Ost, podle něhož byli Slované nižší rasou a plánovalo se tak jejich vysídlení a osídlení Východní Evropy germánskou rasou. Prohraná válka Německa a Benešovy dekrety však měly za následek znovuosídlení Slovanů Sudet i oblastí dnešního Polska.